# Sanctuary (singel)
Sanctuary (ang. schronienie) – drugi singel brytyjskiej heavymetalowej grupy Iron Maiden. Wydany został 23 maja 1980. Utwór, odkupiony przez Steve’a Harrisa od gitarzysty grupy Praying Mantis, zamieszczony był na amerykańskiej edycji albumu Iron Maiden (w przeciwieństwie do edycji europejskiej) oraz reedycji tejże płyty.
Okładka przedstawia maskotkę grupy – Eddiego – stojącego z nożem nad nieżywą ówczesną premier Wielkiej Brytanii – Margaret Thatcher – prawdopodobnie w chwilę po jej zamordowaniu. Obrazek, który miał być nawiązaniem do podobieństwa nazwy grupy (Iron Maiden – ang. żelazna dziewica) do przydomka Thatcher (Iron Lady – ang. żelazna dama), spowodował drobne zamieszanie w lokalnej prasie. Na większości płyt oczy pani premier zostały zakryte czarnym paskiem, ponieważ okładka została uznana za nieco kontrowersyjną. Według autora projektu okładki – Dereka Riggsa – w rzeczywistości obraz nie został objęty cenzurą, zaś pomysł zakrycia twarzy leżącej kobiety był jedynie posunięciem marketingowym autorstwa zarządu grupy.
Utwór „Sanctuary” został po raz pierwszy wydany w 1980 na kompilacji Metal for Muthas Volume I. Trafił także na amerykańską edycję debiutanckiego albumu Iron Maiden. Piosenka była wykonywana przez zespół na niemal wszystkich koncertach grupy od jej powstania. Nie figuruje ona jednak na liście utworów tras koncertowych The X Factour (choć grupa wykonała ją podczas tego tournée kilkukrotnie), The Ed HunTour czy Dance of Death Tour.
Ścieżka „Sanctuary” znalazła się na albumach koncertowych Live!! +one, A Real Dead One, Live at Donington, Rock in Rio, Beast Over Hammersmith i BBC Archives. Została także zamieszczona na kompilacji Best of the Beast.
Na singlu zamieszczona jest ta sama wersja, co na longplayu Iron Maiden. Strona B płyty zawiera wersję koncertową utworu „Drifter” (ang. włóczęga) (umieszczonego później na płycie Killers) i cover piosenki „I Got the Fire” autorstwa grupy Montrose. Oba te utwory nagrano podczas występu Iron Maiden w Marquee Club w Londynie 3 kwietnia 1980.

## Lista utworów
1. „Sanctuary” (Steve Harris, Paul Di’Anno, Dave Murray) – 3:13
2. „Drifter (live)” (Harris, Di’Anno) – 6:03
3. „I've Got the Fire” [live] (Montrose) – 3:14

## Twórcy
- Paul Di’Anno – śpiew
- Dave Murray – gitara
- Dennis Stratton – gitara, śpiew
- Steve Harris – gitara basowa, śpiew
- Clive Burr – perkusja